# Francisco Soto Nieto
Francisco Soto Nieto (Cartagena, 18 de abril de 1926) es un magistrado español. Presidió la Audiencia Provincial de Gerona entre el mes de septiembre de 1973 y el mes de febrero de 1985 en sustitución de José de la Torre Ruiz, y desde 1985 fue reemplazado por Miguel Pérez Capella. A continuación fue magistrado de la sala segunda del Tribunal Supremo hasta el momento de su jubilación en el año 1996.

## Biografía[1]
El padre de Soto Nieto era militar del cuerpo de artillería, y falleció cuando él tenía 7 años. Francisco completó la educación primaria y secundaria en Cartagena, y se licenció en Derecho por la Universidad de Murcia, estudiando más tarde para ser juez.
Su primer destino como juez de primera instancia e instrucción fue Cocentaina (Alicante), en el año 1953. hasta entonces había sido juez comarcal en Samos (Lugo) y, después, en Crevillente (Alicante). A raíz de su nombramiento como juez de instrucción pidió la excedencia del comarcal, ya que eran cargos incompatibles.
El año 1956 fue promovido a juez de ascenso y fue destinado a los juzgados de Santa Coloma de Farnés (Gerona). Tomó posesión del cargo del juzgado gerundense el 9 de noviembre de 1956. Al año siguiente, además, fue nombrado inspector provincial de la justicia municipal. Soto Nieto llegó a la capital de la comarca de la Selva con su esposa, Encarnación Bruna Briones, y tres hijos. Durante su estancia en Santa Coloma tuvieron cuatro hijos más.
El año 1966 fue nombrado magistrado. Al no haber vacante en la Audiencia de Gerona, fue enviado a la de Albacete, dejando así los dos cargos gerundenses.
El año 1973 fue nombrado presidente de la Audiencia de Gerona, cargo que estaba vacante. Tomó posesión de la presidencia gerundense el 5 de septiembre del mismo año. Durante su presidencia tuvo que sustituir temporalmente al Gobernador civil. Además, asistió a la inauguración del nuevo Ayuntamiento de Santa Coloma y ofreció una conferencia sobre el ideal de justicia en el Quijote.
A principios de 1980 se doctoró en derecho en la Universidad de Murcia con la tesis Responsabilidad solidaria derivada de los ilícitos culposos civil y penal. Al año siguiente, en 1981, fue nombrado miembro de la Academia de Doctores de Cataluña, al mismo tiempo que Joaquím Nadal Farreras, alcalde de Gerona, y Enric Mirambell i Belloc, cronista oficial de Gerona.
El año 1985 fue promovido al Tribunal Supremo de Madrid. Marchó a la capital de España el 14 de febrero de 1985, dejando como presidente accidental a Miguel Pérez Capella. Además, tuvo que dejar la docencia en la facultad de Derecho por la UNED, en Gerona. El año 1986 ocupó la plaza madrileña en propiedad. A partir de 1995, además, fue elegido presidente de la Junta Electoral Central. Durante su presidencia se prohibieron las campañas de propaganda institucional en periodo electoral.
En la primavera de 1996 se jubiló, al cumplir la edad reglamentaria. A pesar de esto, por razones de necesidad, fue nombrado suplente de la sala penal del Tribunal Supremo en los cursos judiciales 1996/97 y 1997/98.
Tiene la Cruz de Primera Clase de San Raimundo de Peñafort (1978) y la Gran Cruz de la Orden de San Raimundo de Peñafort (1997). Además, es hijo adoptivo de Cocentaina y de Santa Coloma de Farnés (1966).

## Artículos
- ¿Necesidad de un supuesto derecho a abortar? Diario ABC, 14 de agosto de 2009
- Revista la Ley i altres. Listado

## Libros publicados
- Derecho Vivo. Jurisprudencia comentada. Revista de derecho judicial. Madrid 1971.
- Compromiso de justícia. 1978
- Responsabilidad civil en el accidente automovilístico. Responsabilidad objetiva. Madrid, 1989
- Nuevo Código Penal y el Contrato de Seguro. 1998. Libro
- Imágenes y justícia. El derecho a través del cine. Madrid, 2004. Juntament amb Francisco J. Fernández.Libro
- Entre Dios y los hombres. La práctica médica y científica, a través del cine. Madrid, 2010. Juntament amb Francisco J. Fernández.LibroCrítica Diari de Girona
- El delito de intrusismo profesional.Madrid, 2012. Juntament amb Mariano Yzquierdo Libro
- La respuesta del hombre ante la integridad de la vida. Espíritu cristiano. Madrid, 2014. Editorial CEDRO. Libro
- La confesión del hombre. Una valentía del espíritu. Madrid, 2016. Editorial San Pablo. Libro
- El diablo existe. Empeño mi palabra, Madrid, 2017. Editorial CEDRO. Libro